# Grand Dictionnaire universel du XIXe siècle
Le Grand Dictionnaire universel du XIXe siècle, plus communément appelé Grand Larousse du XIXe siècle, est un dictionnaire encyclopédique publié entre 1866 et 1876, que l'on doit à Pierre Larousse (1817-1875).

## Historique
L'ouvrage est d'abord publié en fascicules, à partir de 1863 sous le titre de Grand Dictionnaire géographique, mythologique, bibliographique, littéraire, artistique, scientifique du xixe siècle, puis se transforme en Grand Dictionnaire universel du XIXe siècle.
Cet ouvrage compte 15 volumes qui paraissent de 1866 à 1876, ceux-ci sont suivis de deux suppléments en 1878 et 1888. Les 15 volumes totalisent plus de 20 800 pages soit 24 000 pages avec ses suppléments. Il a mobilisé 89 collaborateurs – mais les articles ne sont pas signés – et « demeure une incontournable référence sur son époque ». Il a eu un énorme impact social.
À la différence d'Émile Littré, auteur d'un autre grand dictionnaire, Pierre Larousse ne s'intéresse pas d'abord « au sacré de la langue », mais à la description du monde. Il croit au progrès (« La foi à la loi du progrès est la vraie foi de notre âge ») et veut faire de son dictionnaire un instrument d'éducation populaire. Pour cela, il adopte un ton engagé, vibrant, volontiers imagé :

« S'il ne va pas jusqu'à écrire des articles à la première personne du singulier, il n'hésite pas devant l'évocation autobiographique, il raconte plus qu'il ne décrit ; il met en scène ses doutes, ses sentiments contradictoires, le cheminement de ses convictions, son immense bonheur d'apprendre. »

### Rapport avec le pouvoir
Dans l'article sur Napoléon Bonaparte, Pierre Larousse reconnaît avoir donné, dans un précédent ouvrage du Grand Dictionnaire, publié sous le Second Empire, une fausse date pour le décès de celui-ci, en citant le 19 brumaire an VIII (« Par une fiction que nos lecteurs ont bien comprise, nous l'avons même enregistré comme mort le 19 brumaire an VIII ») et cite la pression du régime à cette époque : 

« On comprend, en outre, qu'à l'époque où fut publié notre article BONAPARTE, nous manquions de la liberté nécessaire, car le régime qu'il s'agissait d'apprécier était le fait régnant, et l'on ne sait que trop de quelles mesures brutales étaient souvent punies par les maîtres du jour l'indépendance et la sincérité. Nous dûmes donc nous résigner à ajourner notre jugement, dans la crainte de compromettre et notre publication et l'exécution de nos engagements envers nos souscripteurs qui attendent de nous, non seulement des renseignements, des matériaux mais encore la vérité historique, la critique des faits, la philosophie des événements, l'appréciation des caractères, bien entendu dans la mesure de nos forces. »

Il est, également dans le Grand Dictionnaire, un des premiers à parler de « faits divers », pour les petites choses anodines qui commencent à remplir les publications, et en parsème son dictionnaire dans le but de mettre en valeur l’histoire de l’Empire.
Ses positions anticléricales avouées vaudront à ce livre d'être mis à l'Index par l'Église.[réf. nécessaire]

### Sources
- Les 17 volumes de l'encyclopédie en mode image et en mode texte sur Gallica